# Dummi, Holalkere
Dummi là một làng thuộc tehsil Holalkere, huyện Chitradurga, bang Karnataka, Ấn Độ.